# Александер Цетнер (староста)
Александер Цетнер гербу Пшерова (пол. Cetner Aleksander; пом. 1709) — польський шляхтич, військовик, урядник Республіки Обох Націй (Речі Посполитої).

## Життєпис
Син львівського старости Яна Цетнера та його дружини Зофіанни (Зофії Анни) з Даниловичів (доньки червоногородського, перемиського старости Миколая Даниловича (пом. бл. 1676)).
Брат Францішека та Юзефа Цетнерів.
У 1683 році був ротмістром гусарським і королівським полковником.
Мав посади старости щуровицького, з 11 лютого 1704 року теребовлянського (отримав від дідича Золотого Потоку, Бучача, великого коронного стражника, майбутнього белзького воєводи Стефана Александра Потоцького).

### Сім'я
Дружина — Гонсевська, внучка гетьмана польного литовського Вінцента Корвін-Госевського. Діти:
- Теофіля — дружина белзького старости Юзефа Потоцького,
- Станіслав,
- Кароль,
- Ян.